# Харузин, Николай Николаевич
Николай Николаевич Харузин (1865, Москва — 25 марта (7 апреля по новому стилю) 1900, Москва) — российский этнограф, один из основателей российской этнографии, историк и археолог, последователь эволюционной школы. Его исследования посвящены обычному праву, религиозным представлениям, истории жилища, особенностям семейных и родовых отношений у разных народов. Среди работ Харузина, считающихся классикой российской этнографии, — исследования традиционной культуры (включая обряды и традиционные верования) саамов, хантов, манси, финнов.
В своих работах (например, в монографии «Русские лопари», 1890) применял метод комплексного изучения материала, учитывая, наряду с этнографическими данными, данные смежных дисциплин.

## Биография
Родился 7 (19) апреля 1865 года в богатой семье московских купцов. В 1885 году окончил 4-ю Московскую гимназию. В 1891 году окончил естественное отделение физико-математического факультета Московского университета.
С 1886 (то есть ещё со студенческих лет) по 1896 год вёл полевые этнографические работы (в том числе со своей сестрой Верой Николаевной) в различных регионах Российской империи — в Крыму, на Кавказе, в Прибалтике, Сибири, в Архангельской и Олонецкой губерниях. Вёл большую архивную работу, занимался систематизацией этнографических материалов, собранных в XVIII—XIX веках.
В 1892 году он совершил поездку в Германию и Францию, где изучал историю, знакомился с коллекциями местных этнографических музеев, посещал лекции профессоров, среди которых были Шарль Летурно (известный французский эволюционист), Г. Мортилье, один из теоретиков «трёх ступеней» (охота — скотоводство — земледелие; данные воззрения были наследством ещё учения А. Бастиани), и другие.

В 1889—1893 годах был секретарём этнографического Отдела общества любителей естествознания; издавал и редактировал «Сборник сведений для изучения быта крестьянского населения России», принимал важнейшее участие в развитии журнала «Этнографическое обозрение» (1889): 
Первым и главным поприщем его писательской деятельности был орган Отдела «Этнографическое обозрение». С первого года нашего издания (1889) вплоть до текущего [1900] нет ни одной книжки, в которой мы не встретили бы имени Н. Харузина….
Н. Н. Харузин первым в России (с 1898 года) начал читать курс этнографии в высших учебных заведениях — Московском университете (приват-доцент) и Лазаревском институте восточных языков.
Скончался 25 марта (7 апреля) 1900 года. Могила находится в западной части Новодевичьего монастыря.
Два его брата и сестра также занимались этнографией:
- Харузин, Михаил Николаевич (1860—1888) — исследователь обычного права народов России;
- Харузин, Алексей Николаевич (1864—1933) — этнограф, археолог и антрополог;
- Харузина, Вера Николаевна (1866—1931) — этнограф, первая в России женщина-профессор этнографии[1].